# Concertina
|  | Aquest article tracta sobre el filferro. Vegeu-ne altres significats a «concertina (instrument)». |

La concertina és un tipus de filferro d'arç que serveix com a sistema de defensa, es fabrica en grans bobines, que es poden desplegar com un acordió. Els primers a fer aquest material van ser els soldats de la Primera Guerra Mundial quan era fabricat a mà. La tanca comprenia doble obstacle format per dos filferros en diagonal. La concertina eren elements de seguretat molt útil, però la fabricació demorava molt temps. Aquest sistema de defensa és elaborat amb múltiples línies d'estaques, que són les encarregades de fer la defensa. Les concertines de transporten fàcilment en embalums compactes, aquest es desplega més fàcil que un filferro d'arç convencional. Els soldats que són els fundadors d'aquest mètode de defensa tenen més facilitat de desplegar una concertina, ho fan a un ritme d'un quilòmetre per hora. Actualment es fabriquen en forma industrial i està disponible en formats que enpermeten un ràpid desplegament.